# Château Falkenstein
 (avril 2015).
 (avril 2015).
Château Falkenstein (Castle Falkenstein en anglais) est un jeu de rôle créé par Mike Pondsmith et édité par R. Talsorian Games sorti en 1994. Une première version française est sortie chez Jeux Descartes en 1995 ; le jeu a été réédité par Lapin Marteau en 2021.
L'univers est une version gaslamp fantasy de l'Europe victorienne, on peut donc y côtoyer Bismarck, Louis II de Bavière ou Jules Verne (promu ministre de la science par Napoléon III), mais aussi des héros de romans de l'époque comme Sherlock Holmes ou le capitaine Nemo. Comme dans la plupart des univers de jeu de rôle fantasy, on y trouve aussi des dragons, des fées et des nains et la magie y côtoie la science (style steampunk).
L'historique du jeu est basé sur le conflit entre la Prusse de Bismarck, notamment alliée aux grands industriels anglais, et la Bavière (surtout alliée à la France) de Louis/Ludwig II, qui sont tous deux les pions d'un conflit entre les fées de la cour sombre et celles de la cour lumineuse. Le château Falkenstein lui, existe quand même et sert de point de ralliement aux « gentils ».
Dernière particularité de ce jeu, il ne se joue pas avec des dés, mais avec un jeu de cartes à jouer, les jeux de dés étant très mal vus à l'époque victorienne. Les personnages, très typés à la manière des romans d'alors[Quand ?], sont définis par des talents : Courage, Calcul, Tir, Relations... notés sur une échelle qui va de « Faible » à « Extraordinaire ». À noter que les dames au Courage défaillant peuvent s'évanouir sous l'effet de la peur !

## Le monde de Château Falkenstein

### La Nouvelle Europe
La Nouvelle Europe est l'équivalent de l'Europe du monde réel. Une mer intérieure coupe cependant l'Allemagne en deux donnant un accès maritime au royaume de Bavière. Les autres états européens restent sensiblement les mêmes. Les duchés de Schleswig et d'Holstein sont devenus tous deux États de la Confédération germanique à la suite de la victoire des Autrichiens et de leurs alliés à la Bataille de Sadowa (défaite dans le monde réel). La Prusse et ses alliés sont affaiblis. L'Autriche et ses alliés sont renforcés et en particulier les royaumes de Bavière, de Saxe, de Wurtemberg et de Hanovre qui subsistent grâce à la victoire autrichienne. La Confédération germanique subsiste et la Confédération d'Allemagne du Nord ne voit pas le jour.

### L'Amérique du Nord
Décrite dans l'extension du jeu sortie en 1996, Six-Guns and Sorcery, l'Amérique du Nord a été colonisée par les Européens de la côte Atlantique au Mississippi et en Californie. Des Rocheuses au Mississippi, les Amérindiens ont fondé la Confédération des Vingt Nations (inspirée de la Confédération des Cinq-Nations iroquoise). Après avoir détruit Saint-Louis (sur la rive droite du Mississippi) en 1820, rebâtie par les Américains sur la rive gauche, les Amérindiens ont mis en place le Ghostwall (mur des esprits), une barrière magique alimentée par les danseurs d'une Ghost Dance (danse des esprits) qui empêche les blancs de franchir le fleuve.
Les États-Unis, gouvernés par les Francs-Maçons, ont annexé les provinces maritimes du Canada et l'Ontario en 1837 pour contrer les rébellions de 1837 et une invasion française. Ils sont sortis vainqueurs de la guerre de Sécession en 1865. Des éléments sudistes se sont reconvertis en pirates de l'air qui se déplacent en dirigeables. La Louisiane (Free State of Orleans ou État Libre de l'Orléans) est un état indépendant depuis 1804, francophone, présidé par Aaron Burr devenu immortel, que la magie de Marie Laveau et une armée de zombies permettent de maintenir.
Le Texas (Lone Star Republic ou République de l'Étoile Solitaire) — qui comprend les états actuels du Texas, du Nouveau-Mexique et de l'Arizona — est toujours une république indépendante présidée, pour un septième mandat, par Samuel Houston depuis sa capitale de Washington-on-the-Brazos. Le souverain de la Californie (Bear Flag Empire ou Empire de l'Étendard de l'Ours) — qui comprend les états actuels de Californie, du Washington et de l'Oregon — est l'empereur Joshua Norton dit Norton Ier, conseillé par son ministre Samuel Clemens. Les mormons ont la pleine souveraineté sur l'état de Deseret et la colonie galloise de Cymru Newydd subsiste depuis le XIVe siècle au milieu de notre Canada. Le Far West tel que nous le connaissons est situé dans la République de l'Étoile Solitaire. Il est sillonné par des spellslingers, chasseurs de primes et hors-la-loi armés de revolvers enchantés ou ensorcelés. Les Amérindiens de la Confédération des Vingt Nations s'opposant à la construction du Premier chemin de fer transcontinental, les voyageurs rejoignent la Côte Ouest en dirigeable ou par la ligne ferroviaire qui relie la Nouvelle-Orléans (État Libre de l'Orléans), Washington-on-the-Brazos (République de l'Étoile Solitaire) et San Francisco (Empire de l'Étendard de l'Ours) soit la Southern Pacific Railroad du monde réel. L'Empire russe conserve l'Alaska en 1867.